# Scudo di Garibaldi
Lo Scudo di Garibaldi è uno scudo circolare bronzeo realizzato nel XIX secolo dallo scultore Antonio Ximenes e donato a Giuseppe Garibaldi dal popolo siciliano nel 1878. Garibaldi donò lo scudo al comune di Roma nel 1879 e quest'ultimo lo custodì prima presso i Musei Capitolini e successivamente presso il Museo centrale del Risorgimento al Vittoriano.
L'opera fu trafugata in circostanze non del tutto chiarite nei primi anni 2000 ed è stata ritrovata dai Carabinieri del Comando per la tutela del patrimonio culturale nel 2019, su indicazione di due soci dell'Associazione culturale "Garibaldini per l'Italia".

## Descrizione
Lo scudo è di forma circolare ed è realizzato in bronzo policromo con un diametro pari a 118 centimetri e un peso di circa 50 chilogrammi. La facciata è divisa in otto raggi sui quali sono incisi gruppi allegorici con gli stemmi delle principali città del Regno d'Italia oltre alle quattro personificazioni di Carità, Giustizia, Gloria e Scienza strategica. I raggi sono circondati da una corona di foglie di quercia cinta da un nastro a sua volta cinto da una corona d'alloro sulla quale sono incisi i nomi dei Mille; sulle foglie della prima corona sono incisi i nomi delle principali battaglie combattute dopo lo sbarco a Marsala. Al centro dello scudo vi è la testa di Giuseppe Garibaldi poggiata su una conchiglia, quest'ultima a rappresentazione dell'isola di Caprera.